# Jørgen Kreiner-Jensen
Jørgen Kreiner-Jensen (25. juni 1918 på Frederiksberg – 31. januar 2014 i Kongens Lyngby) var en dansk arkitekt.
Han var søn af repræsentant A.E. Jensen (død 1956) og hustru født Kreiner (død 1956), blev murersvend 1938 og tog afgang fra Københavns Bygmesterskole 1939 og fra Kunstakademiets Arkitektskole 1943. Han var ansat i private arkitektvirksomheder fra 1941 - herunder i ti år hos Dan Fink som tegnestuechef - og blev i 1956 forstander for Københavns Bygmesterskole, siden for Byggeteknisk Højskole 1967-71, som begge var underlagt Det tekniske Selskab. Tiden hos Dan Fink havde især givet ham ekspertise inden for almennyttigt boligbyggeri, og Kreiner-Jensen blev i 1971 teknisk direktør i den rådgivende arkitekt- og ingeniørvirksomhed A/S Danalea (oprindeligt A/S Byggeselskabet af 9. marts 1968), som var fællesejet af boligselskaber fra hele landet. Kreiner-Jensen blev i dette regi involveret i opførelsen af talrige store, standardiserede boligbebyggelser som led i Sydjyllandsplanen. I 1983 gik han på pension.
Han var aktiv i Danske Arkitekters Landsforbund og havde tillidshverv i Dansk Standardiseringsråd.
Han blev gift 8. maj 1942 med Marie Hagstrøm (født 18. august 1920 i København), datter af murermester C. Hagstrøm og hustru født Sperling (død 1934).